# プログレスM-20M
プログレスM-20M (ロシア語: Прогресс М-20М)はロシア連邦宇宙局が2013年に国際宇宙ステーション(ISS)の補給のために打ち上げたプログレス補給船。NASAやJAXAではプログレス52や52Pとも称される。プログレスM-20Mは6時間でISSとのドッキングを行う急速ランデブー方式で打ち上げられた。プログレス-M改良型(11F615A60)の20機目の打ち上げであり、シリアル番号は420だった。

## 運用
M-20Mは2013年7月27日20時45分にカザフスタンのバイコヌール宇宙基地から打ち上げられた。これはバイコヌールで7月2日にプロトン-Mロケットが打ち上げに失敗してから初の打ち上げであった。
M-20Mは打ち上げ6時間より短く、7月28日2時26分(GMT)にISSのピアース (ISS)モジュールにドッキングした。
M-20Mは2014年2月3日にISSからドッキングを解除し、軌道離脱処分された。

## 貨物
打ち上げの前の週、アメリカの宇宙服の冷却系が漏れが生じたと見られ、宇宙飛行が中止されており、この問題に関してステーションの宇宙飛行士を支援するために打ち上げ直前にプログレスに物品が追加された。

## 註
1. ↑  McDowell, Jonathan. “Launch Log”. Jonathan's Space Page. 2013年11月9日閲覧。
2. ↑  McDowell, Jonathan. “Satellite Catalog”. Jonathan's Space Page. 2013年11月9日閲覧。
3. ↑  Pete Harding (2013年7月27日). “Progress M-20M arrives at ISS with spacesuit repair tools”. 2015年10月17日閲覧。
4. ↑  “Cargo freighter takes 4-orbit sprint to space station”.   Spaceflight Now (2013年7月27日). 2015年10月17日閲覧。
5. ↑  Megan Gannon (2013年7月27日). “Russian Spacecraft Delivers Spacesuit Repair Kit to International Space Station”. 2015年10月17日閲覧。